# Compositie III (stilleven)
Compositie III (stilleven) is een schilderij van de Nederlandse schilder Theo van Doesburg in het bezit van de firma Curtis galleries, inc., in de Amerikaanse stad Minneapolis.

## Datering
Het werk draagt rechtsonder Van Doesburgs monogram en het jaartal 1916. Op de achterzijde staat op een etiket van de 'Vereeniging van Beeldend Kunstenaars De Anderen: 'Theo van Doesburg; Schoterweg 6 Rood; Titel: Schilderij III motief; Stilleven. Olieverf.; verpakking: los met hoek-; beschutting; ThvD'. Het werk was voor het eerst te zien op de tentoonstelling van De Anderen in Den Haag en moet dus voor 7 mei 1916 door Van Doesburg voltooid zijn.

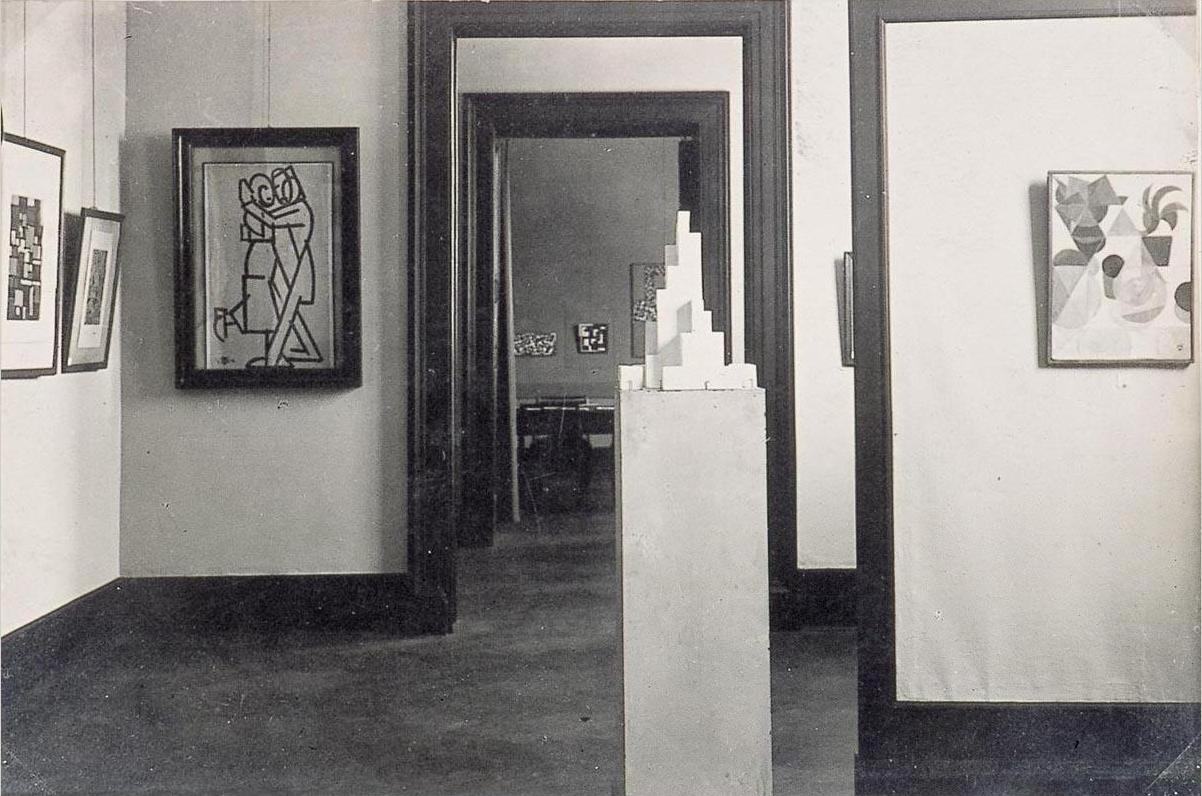
Overzichtstentoonstelling Theo van Doesburg, Landesmuseum, Weimar. 1923-1924.

## Lijst
In de collectie van de Rijksdienst voor het Cultureel Erfgoed bevindt zich een foto van de overzichtstentoonstelling van Theo van Doesburg in het Landesmuseum in Weimar, die van 16 december 1923 tot en met 23 januari 1924 plaatsvond. Deze foto toont het werk zonder zijn opvallende lijst. Deze moet dus na 1923 gemaakt zijn. Het is echter niet bekend of deze ook door Theo van Doesburg is ontworpen.

## Herkomst
Omstreeks 1927/1929 kwam het werk in het bezit van Eugène Lickteig uit Straatsburg. Van Doesburg logeerde bij hem toen hij bezig was met de verbouwing van de Aubette aldaar. In 1929 werd het geërfd door A. Lickteig, die het verkocht aan de Galerie des 4 Mouvements in Parijs. Deze galerie verkocht het in 1975 aan Rolf en Margit Weinberg in Zwitserland, die het op 13 mei 1998 door Sotheby's in New York lieten veilen aan Curtis Galleries, inc.